# Guy Héraud
Guy Maurice Héraud (Avignone, 29 ottobre 1920 – Aressy, 28 dicembre 2003) è stato un insegnante e giurista francese.

## Biografia
Laureato in giurisprudenza, intraprese la carriera di docente nelle università di Strasburgo, Hanoi e Pau.
Fin da giovane abbracciò idee federaliste, in parte influenzato dallo studio di Pierre-Joseph Proudhon. 
Di temperamento appassionato e provocatorio, sostenne le sue tesi con un fervore che attizzava la polemica.
Fu autore prolifico e promotore, insieme a François Fontan, dell'occitanismo e dell'etnismo, che perfezionò in seguito nei concetti di Europa delle regioni o Europa delle nazioni. 
Continuò per tutta la vita a promuovere il diritto all'autodeterminazione dei popoli e ai principi del federalismo, spesso avvalendosi della collaborazione di altri sostenitori 
del federalismo in Francia, soprattutto Alexandre Marc, Denis de Rougemont, Emmanuel Mounier e Henri Brugmans.      
Candidato federalista europeo alle elezioni presidenziali francesi del 1974, con lo scopo di servire da portavoce delle minoranze etniche della Francia e dell'Europa, trovò un "Movimento Federalista Europeo" che si presentò diviso. 
Da un lato il MFE storico, sezione francese dell'Unione dei Federalisti Europei, creata a Parigi il 14-15 dicembre 1946 per sostenere la costruzione di uno stato federale in Europa e quindi rafforzare l'aspetto sovranazionale della CEE, presentò candidato il suo segretario generale, l'avvocato Jean-Claude Sebag, che ottenne 42.007 voti, equivalenti allo 0,16%, arrivando in penultima posizione.
Guy Héraud, precedente presidente del MFE e professore di diritto pubblico specializzato nella difesa delle minoranze, delle culture e delle lingue regionali europee, partecipò 
alla campagna elettorale sotto la denominazione di Partito Federalista Europeo secondo il quale, coniugando federalismo europeo e regionalismo, la costruzione di un'Europa federale avrebbe dovuto permettere la riduzione della dimensione nazionale e quindi l'emancipazione e una forte autonomia delle regioni. 
Ottenne 19.255 voti, equivalenti allo 0,07%, meno della metà del pur esiguo risultato del suo "rivale federalista" Sebag. 
Si tratta della percentuale più bassa a tutt'oggi mai ottenuta da un candidato a queste elezioni.

## Opere
- L'Europe des ethnies, Presses d'Europe, 1963
- Les principes du fédéralisme et la fédération européenne, Presses d'Europe, 1968
- Peuples et langues d'Europe, Denoël, 1968
- Fédéralisme et Communautés ethniques, Institut Jules Destrée, 1971